# Sir James Mitchell Park
Sir James Mitchell Park är en park i Australien. Den ligger i kommunen South Perth och delstaten Western Australia, nära delstatshuvudstaden Perth. Sir James Mitchell Park ligger 4 meter över havet. Den ligger vid sjön Lake Vasto.
Runt Sir James Mitchell Park är det tätbefolkat, med 790 invånare per kvadratkilometer.. Närmaste större samhälle är Perth, nära Sir James Mitchell Park. 
Runt Sir James Mitchell Park är det i huvudsak tätbebyggt. Genomsnittlig årsnederbörd är 1 018 millimeter. Den regnigaste månaden är maj, med i genomsnitt 176 mm nederbörd, och den torraste är februari, med 9 mm nederbörd.